# In Their Darkened Shrines
| Críticas profissionais | Críticas profissionais |
| Avaliações da crítica  | Avaliações da crítica  |
| Fonte                  | Avaliação              |
| ---------------------- | ---------------------- |
| allmusic               | link                   |
| Blabbermouth           | link                   |
| Sea of Tranquility     | 4.5 de 5 estrelas.     |
| The Metal Crypt        | 4.5 de 5 estrelas.     |

In Their Darkened Shrines é o terceiro álbum de estúdio da banda estaduniense Nile, lançado a 20 de Agosto de 2002.
As faixas "Execration Text" e "Sarcophagus" ganharam videoclipes, enquanto que a faixa "Unas Slayer of the Gods" tem um riff inspirado pela canção "The Well of Souls", presente no álbum Nightfall da banda sueca Candlemass.

## Faixas
Todas as faixas compostas por Karl Sanders, exceto onde anotado.
| N.º | Título                                                                               | Duração |  |
| 1.  | "The Blessed Dead"                                                                   | 4:53    |  |
| 2.  | "Execration Text" (Sanders/Toler-Wade)                                               | 2:46    |  |
| 3.  | "Sarcophagus"                                                                        | 5:09    |  |
| 4.  | "Kheftiu Asar Butchiu"                                                               | 3:52    |  |
| 5.  | "Unas Slayer of the Gods"                                                            | 11:43   |  |
| 6.  | "Churning the Maelstrom"                                                             | 3:07    |  |
| 7.  | "I Whisper in the Ear of the Dead"                                                   | 5:10    |  |
| 8.  | "Wind of Horus" (Toler-Wade)                                                         | 3:46    |  |
| 9.  | "In Their Darkened Shrines: I. Hall of Saurian Entombment"                           | 5:09    |  |
| 10. | "In Their Darkened Shrines: II. Invocation to Seditious Heresy" (Sanders/Toler-Wade) | 3:51    |  |
| 11. | "In Their Darkened Shrines: III. Destruction of the Temple of the Enemies of Ra"     | 3:11    |  |
| 12. | "In Their Darkened Shrines: IV. Ruins"                                               | 6:01    |  |

## Formação
- Karl Sanders - vocal, baixo, guitarra
- Dallas Toler-Wade - vocal, baixo, guitarra
- Tony Laureano - bateria, percussão

### Participações
- Jon Vesano - vocal adicional
- Mike Breazeale - vocal adicional